# التوقيت في الصين

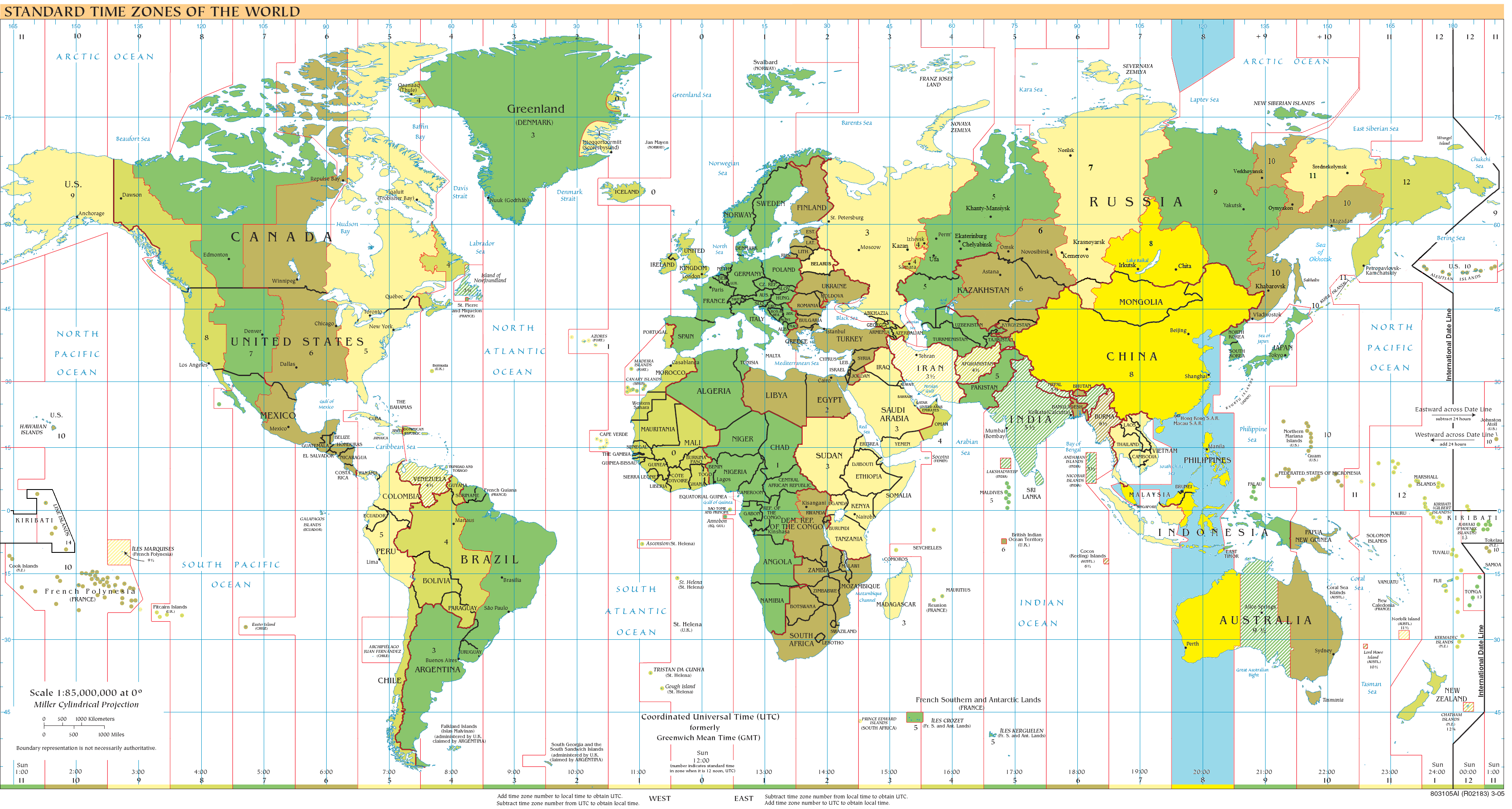

توقيت الصين يتبع منطقة زمنية واحدة هي ت ع م+08:00 على الرغم من امتدادها على خمس مناطق زمنية. يطلق على التوقيت الرسمي الوطني محلياً اسم توقيت بكين (بالصينية المبسطة: 北京时间) ودوليا توقيت الصين. تتمتع المناطق الإدارية الخاصة بسلطة مستقلة على الوقت تسمى توقيت هونغ كونغ (بالصينية التقليدية: 香港時間) وتوقيت مكاو (بالصينية التقليدية: 澳門標準時間) على التوالي ولكن لا يوجد فارق زمني بين توقيت بكين وتوقيت المناطق الإدارية الخاصة. تستخدم سنجان بشكل غير رسمي توقيت ت ع م+06:00 يطلق عليه اسم توقيت أورومتشي (بالصينية المبسطة: 乌鲁木齐时间). اتبعت الصين التوقيت الصيفي من العام 1986 إلى العام 1991.

## قاعدة بيانات المناطق الزمنية
المناطق التابعة لجمهورية الصين الشعبية مغطاة بقاعدة بيانات المناطق الزمنية بالمناطق التالية:
الأعمدة المعلمة بالرمز * مأخوذة من ملف قاعدة البيانات.
| c.c.* | coordinates* | TZ*            | comments*                                                        | التوقيت الرسمي | التوقيت الصيفي |
| ----- | ------------ | -------------- | ---------------------------------------------------------------- | -------------- | -------------- |
| CN    | +3114+12128  | Asia/Shanghai  | east China - Beijing, Guangdong, Shanghai, etc.                  | ت ع م+08:00    | —              |
| CN    | +4545+12641  | Asia/Harbin    | Heilongjiang (except Mohe), Jilin                                | ت ع م+08:00    | —              |
| CN    | +2934+10635  | Asia/Chongqing | central China - Sichuan, Yunnan, Guangxi, Shaanxi, Guizhou, etc. | ت ع م+08:00    | —              |
| CN    | +4348+8735   | Asia/Urumqi    | most of Tibet & Xinjiang                                         | ت ع م+06:00    | —              |
| CN    | +3929+7559   | Asia/Kashgar   | west Tibet & Xinjiang                                            | ت ع م+06:00    | —              |
| HK    | +2217+11409  | Asia/Hong_Kong |                                                                  | ت ع م+08:00    | —              |
| MO    | +2214+11335  | Asia/Macau     |                                                                  | ت ع م+08:00    | —              |